# Zhoushan
Zhoushan (kinesisk skrift: 舟山; pinyin: Zhōushān) er et bypræfektur i provinsen Zhejiang i det østlige Kina, som omfatter Zhoushanøerne ud for provinsens nordøstlige kyst. Det centrale Zhoushan, før kendt som Dinghai, har et areal på 	1.440 km², og 960.000 indbyggere med en tæthed på 667 indb./km² (2007). Bypræfekturet er provinsens mindste, både af areal og indbyggertal.

## Administrativ inddeling
Zhoushans bypræfektur er inddelt i to bydistrikt og to amter.
| Område       | Kinesisk (Hanzi) | Areal (km&sup2;) | Indbyggertal 1. november 2000 |
| Bydistrikter |                  |                  |                               |
| ------------ | ---------------- | ---------------- | ----------------------------- |
| Dinghai      | 定海             | 569              | 369 448                       |
| Putuo        | 普陀             | 459              | 346 237                       |
| Amter        |                  |                  |                               |
| Daishan      | 岱山             | 326              | 197 483                       |
| Shengsi      | 嵊泗             | 86               | 88 362                        |
| TOTALT       |                  | 1 440            | 1 001 530                     |

Zhoushans to bydistrikter havde totalt 715.685 indbyggere i år 2000, på et areal på 1.028 kvadratkilometer.
Zhoushans bypræfektur omfatter ikke kun det centrale Zhoushan men også et antal andre større eller mindre byer. Det centrale Zhoushan er inddelt i fire gadeområder (jiedao) som havde totalt 169.761 indbyggere i år 2000. Andre større steder er Shenjiamen (også kendt som Putuo) med 146.788 indbyggere samme år, og Gaoting (71.863 indbyggere).

## Historie
Zhoushan har længe været et vigtigt handelssted i Kinas søhandel. Under første opiumskrig (1839-1842) blev øen okkuperet af admiral Charles Elliot og blev ikke tilbageleveret før i 1846, da Qing-regeringen havde udbetalt krigsskadeerstatning i følge Nanjingtraktaten.

## Trafik
Kinas rigsvej 329 går gennem området, fra Hangzhou via Shaoxing og Ningbo til Putuo på Zhoushanøerne. Den lange hængebro Xihoumen-broen er en del af vejen , og ligger i bypræfekturet. Den var Kinas længste hængebro da den blev åbnet for trafik i 2007, og indgår i en serie på fem broer som – når de alle er færdige – giver Zhoushanøerne fastlandsforbindelse.